# ستلفيو تشيبرياني
ستلفيو تشيبرياني (بالإيطالية: Stelvio Cipriani)‏ (مواليد 20 أغسطس 1937 - وفيات 1 أكتوبر 2018) ملحن إيطالي، معظم أعماله كانت من الموسيقى التصويرية للصور المتحركة والأفلام.

## السيرة الذاتية
على الرغم من عدم نشأته بتربية موسيقية قوية، فقد كان تشيبرياني مفتونًا بعضو موسيقار في كنيسته عندما كان طفلاً. أعطى كاهنه دروسه الموسيقية الأولى وشجعه هو وعائلته. التحق ستلفيو بأكاديمية سانتا تشيشيليا الوطنية ابتداءً من سن 14 عامًا. في هذا الوقت تقريبًا، عمل مع فرق السفن السياحية، مما مكنه من مقابلة شخصيات غنائية مهمة. عند عودته إلى إيطاليا، بدأ العمل كمرافق لعازف بيانو للفنانة ريتا بافوني.
كان أول مقطع صوتي لـ تشيبرياني فيلم الويسترن سباغيتي ذا باونتي كيلر (1966)، عمل بعده في عام 1967 فيلم من بطولة توني أنثوني وهو ذا سترينجر ريتيرنز (The Stranger Returns) وكان هو الأكثر شهرة من أعماله. واصل تشيبرياني تأليف المقطوعات الغربية الأخرى من السباغيتي وبدأ أيضًا في تأليف الموسيقى التصويرية لأفلام الحركة والجريمة في إيطاليا.
أصبح تشيبرياني غزير الإنتاج في عالم السينما الإيطالية، وحصل في النهاية على جائزة ناسترو دي أرجينتو لأفضل موسيقى عن فيلم The Anonymous Venetian «البندقية المجهولة» (1970). برزت إحدى أشهر المقطوعات الموسيقية لتشيبرياني في عام 1973، وهي الموسيقى التصويرية لـ La polizia sta a guardare (الاختطاف العظيم). تم إعادة تغيير الموضوع الرئيسي للموسيقى بواسطة تشيبرياني في عام 1977 لوضعها في فيلم Tentacoli. لفت انتباه الجمهور له في عام 2007 عندما ظهرت موسيقاه في فيلم كوينتن تارانتينو «المضاد للموت».
في مقابلة عام 2007، قال تشيبرياني إنه ألف موسيقى للبابا يوحنا بولس الثاني وكان يعمل مع البابا بندكت السادس عشر.
في عام 2014، أصدر مؤلفه الأصلي "Anonimo Veneziano" ("To Be the One You Love") بتسجيل صوت للفنانة الدولي Veronica Vitale.
في عام 2017، شارك في بعض فصول الفيلم الوثائقي العرضي "Diario Di Bordo, Inside the Outsider"، الذي روجت له الفنانة العالمية Veronica Vitale.